# ŽFK Palma Podgorica
Der ŽFK Palma Podgorica ist ein montenegrinischer Frauenfußballverein aus der Stadt Podgorica.

## Geschichte
Der Verein beteiligte sich 2008 an der erstmals ausgetragenen Montenegrinischen Fußballmeisterschaft der Frauen. Die Meisterschaft unter dem Namen Trofej FSCG sicherte sich der Verein ohne Saisonniederlage. Auch die zweite Auflage in der folgenden Saison gewannen sie. Bei der dritten Auflage verloren sie überraschend drei Saisonspiele und mussten den Titel an ŽFK Ekonomist Nikšić abgeben. Als zur Saison 2011/12 erstmals die 1. ŽFL ausgetragen wurde, wurden sie hinter dem Team aus Niksic Vizemeister, wie auch in der Saison 2012/13.

## Erfolge
- Trofej FSCG:  2008/09, 2009/10
- Vizemeister 1. ZFL:  2011/12, 2012/13

## Bekannte Spielerinnen
- Jasna Đoković
- Marija Vukčević